# Edoardo Agnelli
Pour les articles homonymes, voir Famille Agnelli et Agnelli.
Edoardo Agnelli (né le 2 janvier 1892 à Vérone et mort le 14 juillet 1935 à Gênes) est un homme d'affaires et un industriel italien, fils de Giovanni Agnelli, le fondateur de Fiat, auquel il aurait dû succéder à la tête du groupe Fiat, s'il n'était disparu prématurément dans un accident d'avion, à l'âge de 43 ans.

## Biographie
Un des fils de Giovanni Agnelli, le fondateur de F.I.A.T., et de Clara Boselli, Edoardo Agnelli nait à Vérone, ville où son père, officier de cavalerie dans l'armée du Roi d'Italie, est en garnison. Diplômé en droit, il prend part à la Première Guerre mondiale comme officier de cavalerie.
Après la guerre, il voyage beaucoup à travers le monde pour enrichir sa culture industrielle, étant donné l'avenir que lui réservent les affaires lancées par son père. Il est déjà vice-président de FIAT et de Officine di Villar Perosa - RIV, vice-président du Conseil provincial de l'économie, président du conseil d'administration du quotidien La Stampa et du « Giornale del Pinerolese. »
Il épouse Virginia Bourbon del Monte, princesse de San Faustino, avec qui il a sept enfants :
- Clara née en 1920, qui épouse le Prince Tassilo von und zu Fürstenberg avec qui elle a une fille, Virginia dite Ira von Fürstenberg, jet-setteuse internationale, Egon von Fürstenberg, est un célèbre styliste mort en 2004, à Rome, et un garçon, Sebastian von Fürstenberg. Séparée de Tassilo, elle épouse en secondes noces le comte Giovanni Nuvoletti Perdomini.
- Giovanni, dit Gianni, né en 1921, épouse la princesse Marella Caracciolo di Castagneto, mort en 2003, a dirigé Fiat Group SpA et en a fait un empire mondial,
- Susanna, née en 1922, épouse Urbano Rattazzi,
- Maria Sole, née en 1925, épouse Ranieri Campello et en secondes noces Pio Teodorani Fabbri,
- Cristiana, née en 1927, épouse Brandolino Brandolini d'Adda,
- Giorgio (1929-1965)
- Umberto né en 1934, épouse Antonella Bechi Piaggio de Lucerne, avec qui il a un fils Giovanni Alberto et épouse en secondes noces Allegra Agnelli, avec qui il a deux enfants Anna et Andrea. Il est longtemps dirigeant du constructeur italien Piaggio et l'un des dirigeants du groupe Fiat, mais toujours dans l'ombre de son frère aîné. Mort en 2004.

Sans cesse sous la coupe de son père, homme à la très forte autorité, il n'a jamais le loisir de faire ses preuves dans la direction d'une seule des nombreuses sociétés familiales, gérées d'une main de fer par son père aidé par un jeune comptable qui deviendra rapidement l'homme de confiance de Giovanni Agnelli, un certain Vittorio Valletta, qui assure la direction du groupe Fiat pendant vingt ans, de 1945 à 1966.
Aux côtés de son père, il participe activement à la création d'une des plus fameuses stations de ski d'Italie, Sestrières, à laquelle on accède par la route qui passe par la ville d'origine de la famille Agnelli, Villar Perosa.
Un grave accident coute la vie à ce seul fils de Giovanni Agnelli. Le 14 juillet 1935, revenant d'un week-end d'été de la station balnéaire de Forte dei Marmi, les flotteurs de l'hydravion, un Savoia-Marchetti S.80 piloté par Arturo Ferrarin, heurtent un tronc d'arbre abandonné sur l'eau durant la phase d'amarrage et l'avion se retourne. Edoardo Agnelli meurt décapité par une hélice alors que le pilote s'en sort indemne.
Sa femme, Virginia Bourbon del Monte meurt le 30 novembre 1945 dans un accident de voiture sur la route de Rome à Forte dei Marmi.

### Juventus
Edoardo est aussi un passionné de football et fait de la Juventus Football Club, comme Président de la société de 1923 à 1935, une véritable étoile dans le championnat italien, réputé le plus difficile d'Europe, avec 6 trophées en 10 ans, dont 5 consécutifs. Ses enfants, Gianni et Umberto et petits-enfants, gardent cette même passion pour ce club centenaire.
Côté footballistique, la mort d'Edoardo coïncide avec la fin de la période dorée de son club de la Juve, le Quinquennat d'or, période de 5 ans du club, lors de laquelle il remporte 5 titres de champions d'Italie consécutifs. Lui qui s'était beaucoup investi dans sa passion pour le sport, en particulier le football, faisant de la Juve un des meilleurs d'Europe en une décennie.